# Кісіль Вадим Володимирович
Вадим Володимирович Кісіль (20 травня 1972 року) — почесний президент Федерації греко-римської боротьби України з 2013 року. З грудня 2009 року по 2013 рік обіймав посаду президента Федерації.
Закінчив Національний університет фізичного виховання і спорту України в 1993 році за спеціальністю «тренер — викладач». Майстер спорту СРСР з греко-римської боротьби, Заслужений тренер України по греко-римській боротьбі, член Національного олімпійського комітету України.

## Нагороди
- За організацію ремонтних робіт в Києво-Печерській Лаврі и Свято-Успінському Зимненському монастирі, а також за допомогу в будівництві Свято-Покровського монастиря в Голосіївській пустині В. В. Кисіль став кавалером ордена «Князя Володимира Великого» I, II, III ступеня (в 1995, 1998, 1999 рр.)[1] і нагороджений орденом «1020 років Хрещення Київської Русі» (2000 року).
- За сприяння Службі безпеки України «у вирішенні покладених на неї завдань, за особистий внесок у забезпечення державної безпеки України і надання благодійної допомоги дітям співробітників СБУ, які загинули під час виконання службових обов'язків» нагороджений нагрудним знаком СБУ.

## Діяльність
Вадим Володимирович веде роботу над популяризацією боротьби на Україні. Крім того, він надає фінансову підтримку збірної України, відкриває зали для молодих спортсменів. Вадим Кисіль був нагороджений Національним Олімпійським комітетом за внесок в розвиток боротьби на Україні. Сергій Бубка  особисто вручив Вадиму Володимировичу нагороду і подякував за особисті досягнення та популяризацію греко-римського стилю.
7 жовтня 2010 року в Києві на засіданні звітно-виборної XXIV Генеральної асамблеї Національного олімпійського комітету Вадим Володимирович Кисіль був затверджений в складі НОК України на 2011—2014 рр